# عبد الله واثق شهيد
د.عبد الله واثق شهيد (1927 - 15 أغسطس - 2015) باحث فيزيائي ووزير سوري سابق. كان مستشاراً أول للرئيس حافظ الأسد.
وُلد سنة 1927م في بلدة دارة عزة التابعة لمحافظة حلب في سورية. تخرج من قسم الفيزياء في كلية العلوم بالجامعة السورية (جامعة دمشق حالياً) عام 1951م. توفي في دمشق في 15 أغسطس 2015م.

## حياته المهنية
كان الدكتور عبد الله واثق شهيد من أبرز أعلام سورية، حصل على شهادة الدكتوراه في الطاقة النووية من فرنسا، حيث أنشأ وزارة التعليم العالي في سورية عام 1966م، و بالتالي كأن أول وزير للتعليم العالي حينها. في عام 1971م كان أول مدير لمركز البحوث و الدراسات العلمية في سورية (حلب) وبقي في هذا المنصب حتى عام 1994م.

## مساهماته العلمية
- عضو في المجلس الأعلى للعلوم في سورية
- رئيس لجنة الطاقة الذرية لعدة سنوات.
- رئيس لجنة الإنسان والبيئة لمدة من الزمن.
- رئيس لجنة العلوم والتكنولوجيا.
- عضو بمجلس البحث العلمي الاتحادي في عهد الوحدة الثلاثية.
- عضو مجلس البحث العلمي الاتحادي.
- عضو اللجنة الاستشارية لمجلس الاقتصاد الاجتماعي للأمم المتحدة (أكاست) في المدة ما بين 1978 – 1980 .
- عضو اللجنة الاستشارية للمدير العام لليونسكو بشأن البحث العلمي والحاجات الإنسانية.
- اختير رئيساً للجنة الإستراتيجية للعلوم بالمنظمة العربية للتربية والثقافة والعلوم.
- انتخب سنة 1988م كعضو في مجمع اللغة العربية بدمشق ثم أميناً عاماً لنفس المجمع حتى عام 1995م.

## مؤلفاته
قام بتأليف العديد من الكتب الجامعية منها :
1. الميكانيك الفيزيائي والترموديناميك .
2. الفيزياء النظرية.
3. الفيزياء الحديثة.